# ジャンクション (道路)

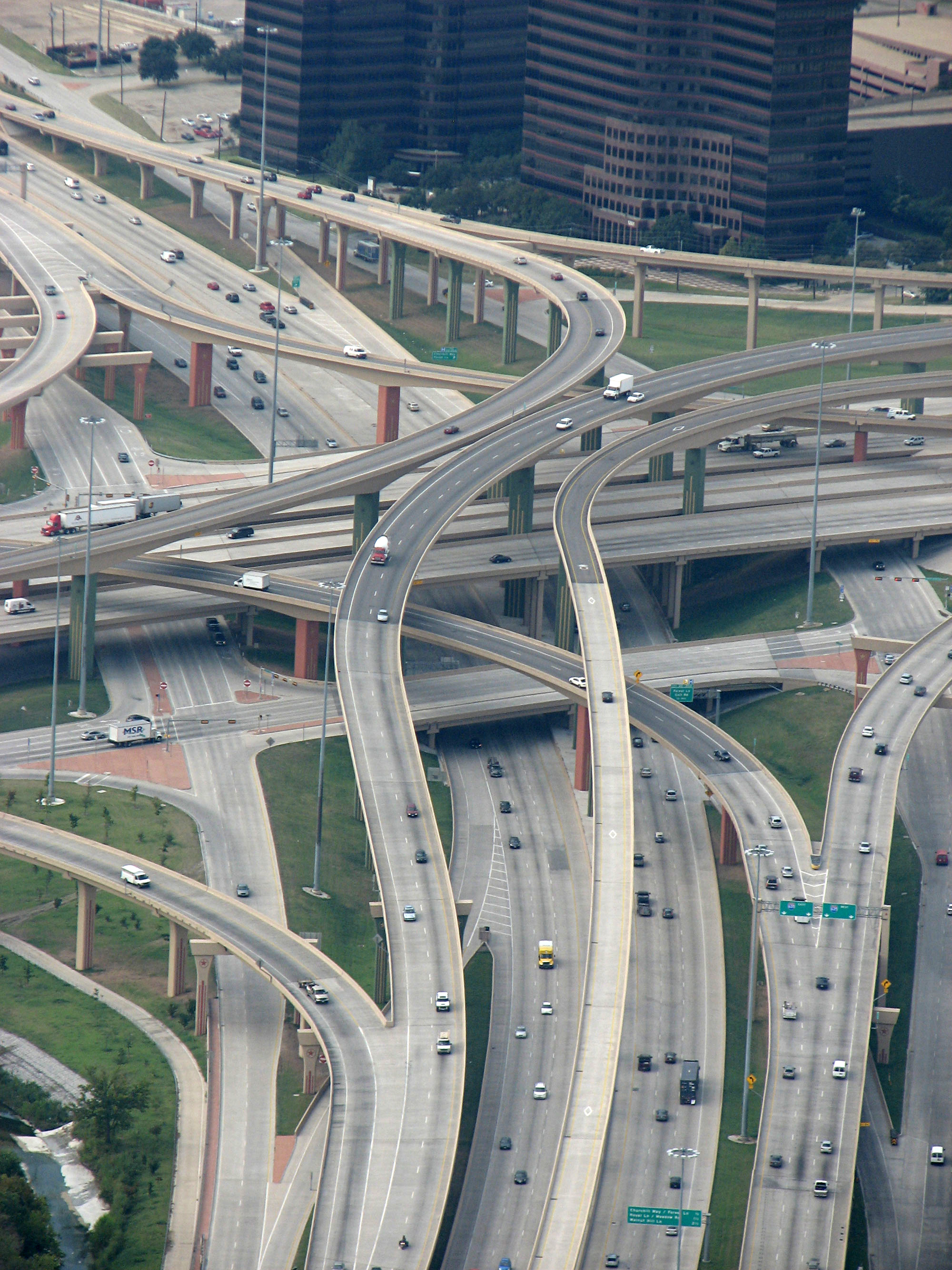
ダラスのインターチェンジのジャンクション。

道路のジャンクション（junction）とは、道路の分岐点・合流点・交通結節点・接続点を指す。交差点も含まれる（平面交差および立体交差）。
高速道路同士を接続する施設もジャンクションの一種である。平面交差を排し、速度を必要以上に落とさず円滑でありながら安全な分岐・合流を実現し、接続された別の高速道路へ進むことができる。
- 日本での用例は、専らこれを指すことが多い[1]。ハーフジャンクションは、構成道路間相互の出入りが部分的に限定されたジャンクション。この限定がないものはフルジャンクションと呼ばれる。

## 起源
道路は元々、都市同士、あるいは都市と要塞などの軍事施設を直線的に、あるいは洗い越しのように地理的な制約を容易に越えられる場所を経由しながら結ぶものとして成り立っていった。その結果として、それらの道路が交わる場所が複数生じ、これがジャンクション（交通結節点、交点）として起こったものである。このような場所では古くからの都市の外側であっても、複数の交通（流通）が交わることにより新たな交易が生じ、結果として新たな拠点として成り立っていった。

## ジャンクションの名称・命名
ジャンクション（交点）の名称は、多くの場合で所在地名を元に名付けられる。その交点から到る場所の名称や交わる方向から名付けられることも多い。
特徴的なものとして、イギリスでは交点の角にあったパブの名前をそのまま交点の名称としているケースが見受けられる。これはパブが交易の盛んな場所に立地していたことに由来するもので、パブがなくなった後もその名前が残っているものである。
英語圏の国では「スパゲティー・ジャンクション」（Spaghetti junction）という呼び名が使われることがある。これは特に構造の複雑なジャンクションに対して付けられる通称である。

## 平面交差点とインターチェンジ
道路を結節させる方法としては、大きく分けて交差点による制御（平面交差）と、インターチェンジによる制御（立体交差）に分けられる。
- 立体交差（インターチェンジ）は、多量の交通が一点で交わることを防ぐために、異なる高さで交わらせた複数の道路を、勾配をつけた連絡路（ランプ）で接続させた構造となっている。
- 平面交差（交差点）は、立体交差とは逆に複数方向の交通を平面上の一点で交わらせ、交通を制御するものである。信号制御によるものや、交差構造で制御するもの（ロータリー交差点やラウンドアバウトなど）、交差する交通量の差で制御するもの（優先道路）が存在する。

## 各国のジャンクション

### 日本

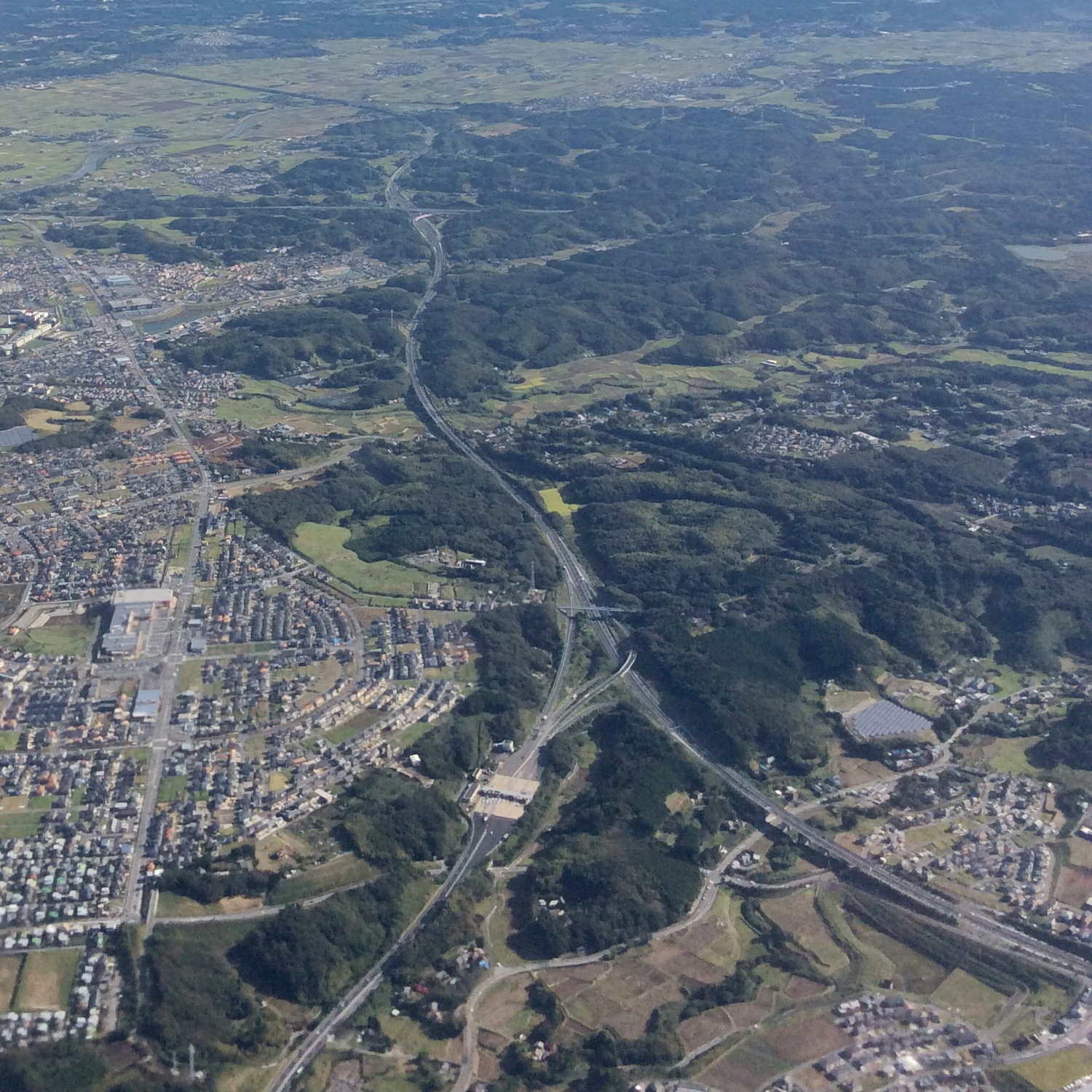
木更津南ジャンクション

日本の道路においてジャンクションと称する場合、主として高速道路に於いて、別の路線同士を連結し、路線間での接続をするための施設の呼称として使われる。JCTもしくはJCと略記されることもある。
施設の定義としては、道路法（昭和二十七年六月十日法律第百八十号）第四十八条の三に定義された「自動車専用道路の部分を道路、軌道、一般自動車道又は交通の用に供する通路その他の施設と交差させようとする場合の当該交差の方式」に規定された立体交差となる施設であり、その構造は道路構造令などの法令によって定められている。
道路立体交差の内、「ランプが複数ある構造の施設」が「インターチェンジ構造の施設」であり、その「インターチェンジ構造の施設」の一部が「ジャンクション」であるので、構造面等では「ジャンクション」と「インターチェンジ」との間で違いはほとんど無い。両者の使い分けとしては、「インターチェンジ」が一般道路と高速道路の結節点に用いられているのに対し、「ジャンクション」は複数の高速道路同士の結節点に用いられている。ただし、法令などで呼称の付け方に対しての縛りは特に無く、高速道路同士の結節点であっても（料金所があるなどの理由で）「インターチェンジ」と称している事例も複数ある。かつての首都高速道路はジャンクションをインターチェンジと呼称していたが、現在は全てジャンクションに統一している。
なお大竹JCTのようなランプを持たない本線上の道路境界や、新東名接続前の豊田東JCTのようなランプを介して2つの本線が接続しているだけの地点を管理上の正式名称として「ジャンクション」と呼称する例もある。このような場合、案内標識では特にジャンクションとして案内されないことが多い。
また、高速道路におけるジャンクションとして、美女木JCTは大規模な立体交差ではなく、十字に層を重ねた上で、それぞれの高速道の接点部分には信号機が設置されるという特例な措置が取られている(付近に用地が無かった為)。
なお、日本ではインターチェンジ（入口・出口）及びジャンクションに起点から終点に向けて連番でナンバリングを行っている。
ジャンクションは開通時期や需要予測などに基づいて本線・枝線が決められるが、建設費用や立地条件等の都合から出入り需要が高いと見込まれる路線を枝線、そうでない路線を本線とする場合もある。

### ドイツ
ドイツではインターチェンジ（出口）及びジャンクションに起点から終点に向けて連番でナンバリングを行っている。

### イギリス
イギリスではインターチェンジ（入口・出口）及びジャンクションに起点から終点に向けて連番でナンバリングを行っている。

### アメリカ
アメリカではインターチェンジ（出口）及びジャンクションに基本的に州ごとにマイル数（マイルポスト）に対応する数字でナンバリングを行っている。ジャンクション(JCT)やインターチェンジ(IC)では右からの分岐・合流が行われる。一部の高速道路ではHOV(High Occupancy Vehicle)などが導入されている。

### 韓国
韓国ではインターチェンジ（出口）及びジャンクションに起点から終点に向けて連番でナンバリングを行っている。